# 傾城の皇妃 〜乱世を駆ける愛と野望〜
『傾城の皇妃 〜乱世を駆ける愛と野望〜』（けいせいのこうひ らんせいのかけるあいとやぼう/ 原題：傾世皇妃）は、中国で大ヒットした小説を原作とした2011年の中国のテレビドラマ。全42話。
中国・五代十国時代、近隣国の皇太子たちからこぞって求愛を受ける皇女 マー・フーヤー（“傾城の皇妃”）をめぐる愛と嫉妬を描いたラブストーリー作品。
日本の地上波では2016年2月8日よりフジテレビで放送されている。

## 登場人物
- マー・フーヤー（馬馥雅）　演：ルビー・リン（林心如）

楚の皇女。叔父のイー・ファンの謀反により両親を殺され、弟とは生き別れ、国を追われる身に。 蜀ではパン・ユー（潘玉）として、北漢ではディレン皇女として、身分を隠している。
- モン・チーヨウ（孟祈佑）　演：イェン・クァン（厳寛）

蜀の皇子。剥奪された皇太子の座を取り戻すため、フーヤーの復讐の手助けと引き換えにある計画を持ちかける。
- リウ・レンチョン（劉連城）　演：ウォレス・フォ（霍建華）

北漢の皇太子。権力よりも愛を望むロマンチスト。自らの生き方を貫くフーヤーを一途に愛する。
- マー・シャンユン（馬湘雲）　演：ホン・シャオリン（洪小玲）

フーヤーの従姉。レンチョンと結婚し、北漢の皇妃となる。
- リウ・レンシー（劉連曦）　演：トニー・ヤン（楊佑寧）

レンチョンの異母弟。刺客として動く。
- ドゥー皇后（杜飛虹）　演：クララ・ワイ（惠英紅）

蜀の皇后。
- ハン・ユェフェァ／ハン次妃（韓雨荷）　演：ワン・リン（王琳）（中国語版）

蜀の皇帝の側室。
- ドグ皇太后（独孤太后）　演：ダイ・チュンロン（戴春栄）

漢の皇太后。
- ホァ・ツーチャオ／ホア爺（花子喬）　演：ミャオ・ハォジュン（苗皓鈞）

フーヤー付きの宦官。
- モン・ジーシャン（孟知祥）　演：ジァン・カイ（蒋愷）

蜀の皇帝。
- モン・チーシン　演：チゥ・シュァン（邱爽）

蜀の皇太子（第三皇子）。ドゥー皇后の息子。モン・チーヨウとは兄弟、モン・チーユンとは異母兄弟になる。
- リウ・レンス　演：リウ・ズージァオ（劉梓嬌）

北漢の皇女。レンチョン皇太子の妹。捕虜となったモン・チーヨウに興味を持つ。
- マー・ドゥーユン　演：マオ・ズージュン（茅子俊）

フーヤーの弟。アヌと名を変えて、リウ・レンシーの弟子として生きている。
- モン・チーユン　演：ワン・ユイ（王雨）

蜀の皇子（第二皇子）。亡くなったメイ次妃の息子。モン・チーユン、モン・チーヨウとは異母兄弟になる。
- リウ・ジンルオ　演：リウ・タオ（劉涛）

友情出演。モン・チーヨウの恋人。モン・チーヨウを恋い慕い続け、彼を支えていたが、その想いは届かなかった。
- チャイ・ロン（柴栄/後周世宗）　演：チョウ・イーウェイ（周一囲）

友情出演。後周の皇太子として楚国の宴に招かれ、マー・フーヤーの舞の素晴らしさに感嘆した。その後柴栄は後周の皇帝に即位。マー・フーヤーとモン・チーヨウがリウ・レンシーの猛毒に襲われた際は、偶然苦しむ二人を見つけ、解毒に協力。そして、マー・フーヤーが楚国を乗っ取った叔父への復讐を果たそうとした際は、彼女の要請を快く受け入れ、大軍を動員して楚国を討伐した。英明な君主として知られる彼は、モン・チーヨウからも高く評価されており、やがて五代十国時代を終わらせるきっかけをつくることとなる。
- ジャオ・クアンイン（趙匡胤）　演：キミ―・チャオ（喬任梁）

友情出演。少年期にマー・フーヤーに救われた恩がある。やがて後周世宗に仕え、将軍として頭角を現す。蜀を脱出したマー・フーヤーが、楚国を乗っ取った叔父への復讐を果たそうとした際は、彼女の要請に賛同し、主君柴栄に出兵を促し、兵の動員に成功。将軍として後周の兵を率い、楚国を討伐した。やがて、その英邁さを見込まれてマー・フーヤーから未来を託され、五代十国時代の混乱に終止符を打つ北宋の太祖となる……。

## スタッフ
- 原作：ムーロンイェンニィ（慕容湮児）（「傾世皇妃」）
- プロデューサー：林心如（ルビー・リン）
- 脚本：張英俊、邵思涵
- 演出：梁辛全、林峰
- 主題歌：「傾世皇妃」　歌：林心如（ルビー・リン）